# Shoolika Mk 6
 (mars 2024).
Le Shoolika Mk 6 est un drone de combat, développé par l’Ukraine afin de se défendre contre l’agression et l’invasion de son territoire déclenchées par la Russie en février 2022. Ce drone hélicoptère est capable d’attaquer les forces des envahisseurs russes de jour comme de nuit grâce à sa caméra thermique. Il est également résistant au brouillage électronique.

## Conception
Le Shoolika (« cerf-volant » en ukrainien) a été conçu par la start-up SkyLab UA, fondée en 2022 à Kharkiv par l’ingénieur Yevhenii Rvachov. SkyLab est une société de technologie de défense, engagée dans le développement et la production de drones. Dans le cadre de la conférence INSCIENCE, l’entreprise a également présenté des prototypes et des maquettes d’autres développements : le petit rover terrestre UGV Johnny Mk1 et la plate-forme terrestre logistique UGV Sirko-S. Skylab UA est membre de la plateforme Brave Inventors. Fondée en décembre 2022, Brave Inventors a créé plus de cinq innovations chaque semaine depuis sa création. Brave Inventors vise à promouvoir l’innovation technologique de défense ukrainienne, et à aider les start-ups ukrainiennes en phase de démarrage à développer des technologies de défense, telles que les systèmes décentralisés autonomes basés sur l’IA.
Le Shoolika Mark 6 est un drone hélicoptère multi-rotors. Il a été développé après une analyse approfondie des modèles étrangers de drones d’attaque, ainsi que la prise en compte des besoins et des commentaires de l’armée ukrainienne qui utilise déjà des drones sur la ligne de front. Le Shoolika Mk 6 est capable de transporter jusqu’à 6,8 kilogrammes de charge utile,. L’arme principale du drone est une charge explosive. Son autonomie opérationnelle atteint 10 kilomètres,, ce qui lui permet d’atteindre des cibles à une distance maximale de 5 à 7 km de son point de lancement et de revenir. Sa vitesse maximale est de 54 km/h,. Il peut monter jusqu’à une altitude de 500 mètres. Son vol est contrôlé via une communication sur 800 Mhz à 5,9 Ghz,.
Le site web du fabricant énumère les autres caractéristiques techniques du drone :
- Poids brut : 21 kg
- Temps de vol : 25 à 45 min
- Protection : IP54
- Température de fonctionnement : de -5 °C à +50 °C[3].

La page du Shoolika Mk 6 sur le site internet de Brave Inventors mentionne les avantages suivants :
- Une grande maniabilité et la stabilité de vol grâce à la conception multicoptère, qui permet d’effectuer efficacement des missions de combat dans diverses conditions[4],[3].
- Le drone s’adapte à différents systèmes de charge utile, ce qui lui offre de la flexibilité pour une utilisation dans différentes tâches[4],[3].
- Le drone est fiable et résistant aux interférences. Il est composé de composants de qualité[3].
- La facilité d’utilisation et le déploiement rapide permettant aux opérateurs ayant de l’expérience sur d’autres modèles de drones d’apprendre à piloter et à effectuer des missions de combat en peu de temps[4],[3].
- La télécommande sécurisée a un spectre de fréquences étendu, et est équipée d’antennes externes pour contrôler le drone à couvert, depuis un abri[4],[3].

Le Shoolika Mk 6 dispose de systèmes de surveillance visuelle de pointe et d’un système de guidage de haute précision, lui permettant d’effectuer des frappes de précision,,. Il est particulièrement efficace dans les opérations de nuit, grâce à ses capacités de vision nocturne avancées,,,,,, (caméra thermique), et capable de délivrer des frappes précises même la nuit.
Sa principale caractéristique est la résistance aux interférences de guerre électronique (EW),,,,,,, ennemie, étant à l’abri des interférences grâce à la qualité des composants, à la gestion des câbles et à un panneau de commande sécurisé.
Yevhenii Rvachov, le fondateur et directeur de SkyLab, a expliqué :

« La guerre électronique est l’une des contre-mesures aux drones aériens, terrestres ou maritimes, et à d’autres technologies dans lesquelles l’information est transmise par ondes radio. C’est pourquoi notre Shoolika Mk 6 a été développé en tenant compte des facteurs d’écrasement sur le champ de bataille. La résistance à la guerre électronique de l’hélicoptère est obtenue grâce à des modules de communication résistants aux interférences, qui sont un développement de SkyLab. Afin de fournir de tels drones aux unités de première ligne, nous avons besoin d’une synergie avec l’État, à savoir l’Ordre de défense de l’État. »

Le Shoolika Mk 6 est certifié par le ministère de la Défense de l’Ukraine et a reçu de sa part un protocole officiel de guerre électronique. Selon l’entreprise, la production d’un lot de dix drones hélicoptères Shoolika Mk 6 prend environ trois semaines. Ce calendrier comprend l’assemblage, le micrologiciel, l’étalonnage, les tests et l’emballage du produit. En moyenne, le coût de production d’un Shoolika Mk 6 est d’environ 25 à 30 000 dollars,. SkyLab prévoit dans un avenir proche d’augmenter la production du Shoolika Mk 6, d’obtenir une commande de l’État (ministère de la Défense) et d’ouvrir un bureau en Europe.

## Engagements
L’apparition du Shoolika Mk 6 a été annoncée le 5 février 2023 sur sa chaîne Telegram par le vice-Premier ministre et ministre de la Transformation numérique ukrainien, Mykhaïlo Fedorov. Selon le ministre, le drone a déjà été testé par l’armée ukrainienne, qui a conclu qu’il était efficace pour les opérations tactiques, en particulier pendant la nuit. Federov a expliqué que le drone est actuellement en cours de codification par l'OTAN. Il devrait faire l’objet, avant la production en série, d’une mise à niveau de son intelligence artificielle pour améliorer ses capacités d’acquisition et de suivi des cibles, et de la technologie des caméras afin d’améliorer ses capacités de mission autonome et sa précision de frappe,,,,,,,,.